# 무성 영화 (영화)
무성 영화(Silent Movie)는 미국에서 제작된 멜 브룩스 감독의 1976년 코미디 영화이다. 멜 브룩스 등이 주연으로 출연하였고 마이클 헤츠버그 등이 제작에 참여하였다.

## 출연

### 주연
- 멜 브룩스
- 마티 펠드먼

### 조연
- 돔 드루이즈
- 시드 캐서
- 해롤드 굴드
- 론 캐리
- 버나뎃 피터스
- 캐롤 아서

## 제작진
- 미술: 앨버트 브레너
- 의상: 패트리시아 노리스
- 배역: 메리 골드버그